# Mediodactylus orientalis
Mediodactylus orientalis es una especie de geco del género Mediodactylus, familia Gekkonidae, orden Squamata. Fue descrita científicamente por Stepánek en 1937.
Esta especie es ovípara.  Produce crías por medio de huevos que se incuban después de haber sido puestos.

## Distribución
Se distribuye por Israel, Líbano, Jordania, Siria y Turquía.